# Patrick Moens (personage)
Patrick Moens is een personage uit de boeken van Pieter Aspe. Hij is de burgemeester van Brugge en hoofd van de politie. Hij heeft een zwak voor Van In, op wie hij vaak een beroep doet wanneer hij aanvoelt dat een zaak hem in een lastig parket brengt. In het 20ste boek stelt hij Pieter Van In aan als plaatsvervangend hoofdcommissaris, nadat Roger De Kee het op een persconferentie verbrodde.

## Trivia
Patrick Moens is een duidelijke verwijzing naar Patrick Moenaert, de politicus van de CD&V die van 1995 tot 2012 de burgemeesterssjerp draagt in Brugge.